# Adler Volmar
Adler Volmar (Miami, 5 de marzo de 1977) es un deportista haitiano-estadounidense que compitió en judo. Es cuarto grado en cinturón negro.

## Biografía

### Inicios de su Profesión en Haití
Volmar nació en Miami, Florida el 5 de marzo de 1977. Su madre Yolette decidió regresar a Haití, a la ciudad de Cabo Haitiano. Después de su nacimiento, donde llevaban una vida próspera. Su padre era un terrateniente y pequeño empresario. La familia tenía una tienda de decoración para el hogar. Su padre era un veterano de las fuerzas armadas de Haití; había trabajado como controlador para el dictador François Duvalier. Sus padres se divorciaron cuando él tenía trece años.
En 1990, después de perder una pelea en la escuela, Volmar empezó a tomar clases de autodefensa en el Club de Judo de la Unión en Cap-Haïtien, bajo la tutela de Leandre Inocencio. Allí Obtuvo el cinturón negro después de solo dos años de entrenamiento. Cuando cumplió los 17 años, su madre lo envió a vivir con sus tías en los Estados Unidos debido a la agitación política en Haití. Volmar nació en los Estados Unidos, por lo que tiene ciudadanía de Estados Unidos Comenzó a competir tanto en los Estados Unidos como a nivel internacional.
Volmar compitió por su país de origen, Haití, en los Juegos Olímpicos de 1996 en Atlanta, Georgia. Era portador de la bandera de Haití en la ceremonia de apertura. Compitió en la clase peso medio (78 kg). Ganó la primera ronda y perdió en la segunda ante Flávio Canto de Brasil.

### Trayectoria en los Estados Unidos
En 1998 mientras vivía con una tía en Fort Lauderdale, Florida, Volmar recibió una carta de las Fuerzas armadas que le notificaba que debía registrarse en el sistema. Aún no hablaba muy bien el inglés, por lo que no entendió muy bien la carta y pensó que estaba obligado a servir en las Fuerzas armadas. Después de hablar con un recluta este le comentó los programas deportivos que poseían los militares. Volmar decidió entrar en la Marina de los Estados Unidos. Su servicio militar le ofreció una excusa para pedir a las autoridades deportivas un permiso, dejándolo competir por ese país. Volmar se formó como médico de combate y dio clases en defensa personal en la Estación Naval de Newport en Rhode Island. Después del trabajo, debía conducir 98 millas para entrenar en un club de judo a cargo de Jimmy Pedro en Lawrence, Massachusetts.
Finalmente, Volmar fue admitido en el programa de la Marina de deportes y comenzó a competir de nuevo. Terminó séptimo en enero de 2003 en la Copa Kano de Japón y tenía la esperanza de calificar para los Juegos Olímpicos 2004, pero sufrió dos desgarros de ligamentos en la rodilla derecha en un campo de entrenamiento en Polonia. La rodilla sanó lo suficiente como para competir en las pruebas olímpicas, pero no clasificó para los juegos de ese verano. Se retiró de la Marina como suboficial al final de su período de servicio en el año 2006.
Volmar dejó de entrenar y de participar por Estados Unidos en las competencias internacionales. En enero de 2008, fue miembro del equipo de judo nacional de los Estados Unidos y entrenó en el verano de 2008 para los ensayos olímpicos con el entrenador alemán Velazco y con su compañero de equipo Anthony Turner. Se creía que Volmar podría clasificar para los Juegos Olímpicos pero una vez más quedó en duda. El 5 de febrero Volmar fue operado de la rodilla pues sufrió un desgarro cuando entrenaba con Turner. Ese mes comenzó una vigorosa rehabilitación para recuperar sus fuerzas y empezó un completo entrenamiento de capacitación de dos semanas. El 13 de junio compitió en El Salvador. A pesar de su lesión, se esperaba que ganara la clase de 100 kg (220 libras) de peso como lo había hecho durante el año anterior.
En las pruebas olímpicas en Las Vegas, Nevada, Volmar perdió su primera pelea con Brian Picklo, pero obtuvo una revancha en la que ambos debían enfrentarse al mejor de 3 series, cuyo premio era obtener un puesto en el equipo olímpico. Volmar ganó el primera ronda y Brian Picklo ganó la segunda ronda en tiempo extra. El tercer combate también fue a tiempo extra y finalizó con un golpe por parte de Picklo que Volmar pudo esquivar. Ambos pensaban que habían ganado la ronda final. Después de revisar el vídeo de la jugada, las autoridades decidieron que el ganador debía ser Volmar. Fue elegido como ganador del mejor de 3 series, y clasificó para el equipo olímpico de Estados Unidos.
Volmar vive en Coral Springs (Florida),con su esposa Crystal y sus tres hijos.

## Palmarés internacional
Ganó de una medalla de bronce en el Campeonato Panamericano de Judo de 2007 en la categoría abierta. Representó a Haití en los Juegos Olímpicos de Atlanta 1996 y a Estados Unidos en los Juegos Olímpicos de Pekín 2008.
| Representando a Estados Unidos |                   |                   |           |
| Campeonato Panamericano        |                   |                   |           |
| Año                            | Lugar             | Medalla           | Categoría |
| 2007                           | Montreal (Canadá) | Medalla de bronce | Abierta   |